# Sericocarpus asteroides
Sericocarpus asteroides là một loài thực vật có hoa trong họ Cúc. Loài này được (L.) Nees miêu tả khoa học đầu tiên năm 1832.